# سه چهره ایو
سه چهرهٔ ایو (انگلیسی: The Three Faces of Eve) فیلمی به کارگردانی نانالی جانسون است که در سال ۱۹۵۷ منتشر شد.
جوآن وودوارد موفق شد برای بازی در این فیلم جایزه اسکار بهترین بازیگر نقش اول زن را از آنِ خود کند.

## بازیگران
- جوآن وودوارد - ایو وایت/ایو بلک/جین
- دیوید وین - رالف وایت
- لی جی. کاب - دکتر کرتیس لوتر
- آل تامپسون - مرد توی مراسم خاکسپاری (در عنوان‌بندی ذکر نشده)
- نانسی کالپ - خانوم بلک
- کن اسکات - ارل
- میمی گیبسون - ایو - هشت ساله
- وینس ادواردز - گروهبان ارتش (در عنوان‌بندی ذکر نشده)